# Triboulet

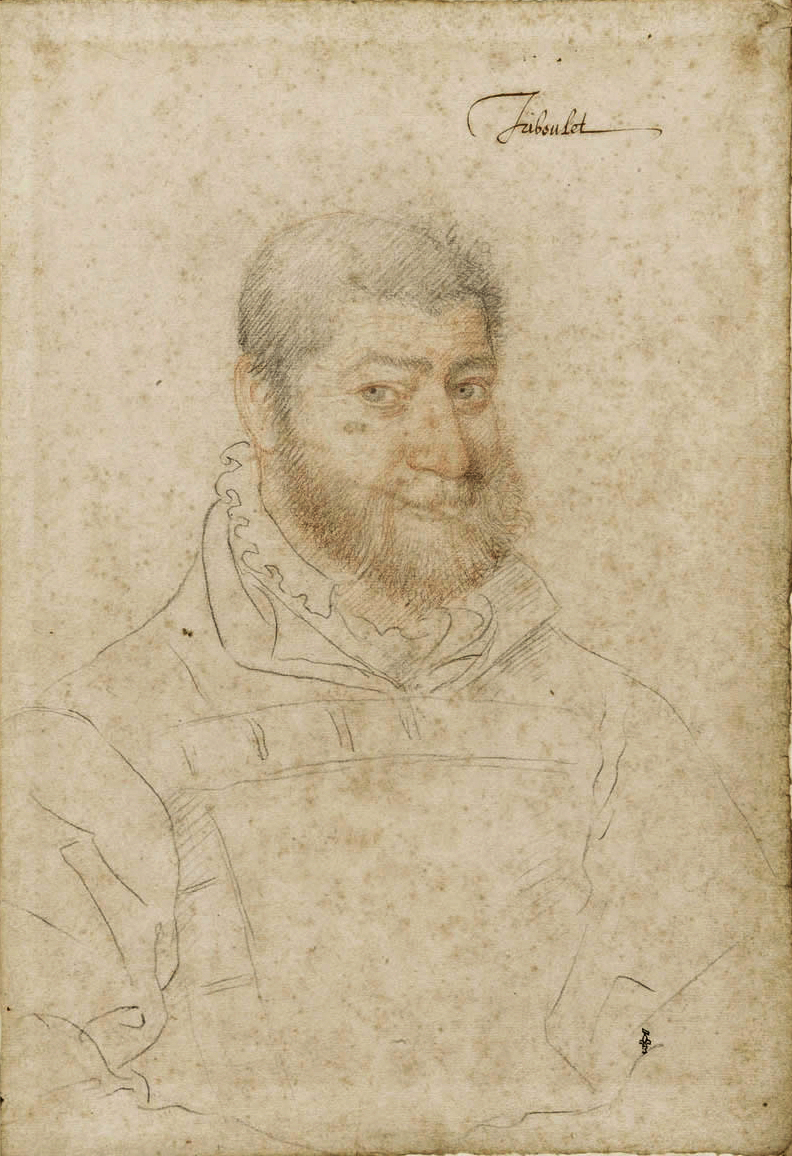
Retrato de Triboulet, 1545

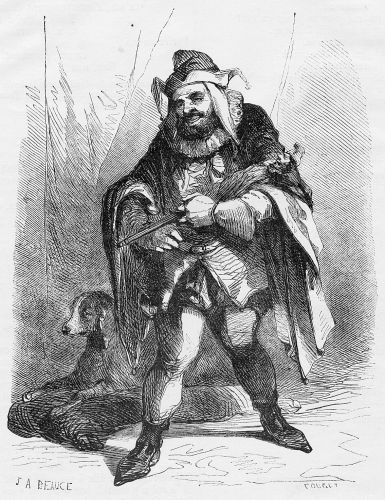
Triboulet em gravura de 1832

Triboulet (1479–1536), também conhecido como Le Févrial ou pelo nome de família Ferrial, foi um bobo da corte do rei Francisco I.

## Biografia
Poucas informações biográficas estão disponíveis sobre Triboulet. Sabe-se que na França existiram pelo menos três bobos da corte denominados "Triboulet", sendo o primeiro ao serviço de René de Anjou e também dramaturgo. O segundo Triboulet serviu a Luís XII; ele morreu durante seu reinado, e o terceiro Francisco I (e possivelmente também Luís XII), e os dois foram posteriormente confundidos como uma só pessoa.
Segundo Jean Marot, historiógrafo de Luís XII, o Triboulet deste rei tinha uma deformidade física e era "tão sábio aos trinta como no dia em que nasceu". Quando morreu durante o reinado de Luís XII, Marot escreveu um longo epitáfio, descrevendo os talentos do tolo como artista, mímico, dançarino e (um mau) músico e, acima de tudo, "um homem de palavras". Logo após sua morte, Triboulet tornou-se um personagem ficcional popular, ao qual foram atribuídas inúmeras anedotas e piadas, algumas copiadas de fontes italianas como Ludovico Ariosto.
Ferrial nasceu na França em 1479. Em circunstâncias desconhecidas, Ferrial encontrou um propósito na vida como bobo da corte do Rei Francisco I (e talvez também antes de Luís XII), que o manteve na corte, junto com François Bourcier, "governador de Triboulet" e seu irmão, Nicolas Le Feurial. Ele provavelmente foi o Triboulet que acompanhou Francisco I em sua campanha na Itália de 1515. O poeta Jean Visagier publicou dois epitáfios deste Triboulet em 1538.

## Legado
Triboulet aparece como personagem na peça de Victor Hugo, Le roi s'amuse, e na ópera de Verdi inspirada na peça Rigoletto.
Triboulet aparece como personagem em Gargantua e Pantagruel de Rabelais.
Triboulet é o tema do romance Triboulet do escritor francês Michel Zevaco.
Triboulet aparece como uma carta Curinga (baralho) no jogo Balatro